# 倒话
倒话又叫河口语，是一种分布在四川省雅江县的汉–藏混合语或克里奥尔语。词序和藏语一样是主宾动语序（意西微萨・阿错 2004:6），词汇来自汉语和藏语。其语音结构上和汉语高度对应，但在语音要素格局上却与藏语基本一致，基本词汇中来自汉语的词汇占绝对的优势地位，在语法结构上则与藏语有着平行同构关系，但也并不是一概排斥汉语语法。汉藏两种语言的词汇、语法、语音在河口语中并不是借代关系，藏汉两种语言经过深入接触后形成的一种混合型语言。

## 分布
据意西微萨・阿错（2004:6），倒话分布在四川省雅江县下列乡。在这些行政乡内，倒话分布在8个村庄，截至1995年共有504户和2,685人使用。
- 河口镇 （包括麻子石村[4]）
- 八角楼乡
- 呷拉鎮

羌语支的却域语紧邻倒话北部，分布在呷拉乡。

## 特征
倒话有19个单元音，其中包括13个普通元音和6个鼻化元音；有17个复元音，基本上没有辅音韵尾，有37个声母，其中包括6个带鼻冠的复辅音声母。有4个声调。音节结构以开音节为主。
词汇主要来源于汉语，调查词汇总数的约88%是汉语，约5%是藏语词，自创特有的词约占6%，还有一些藏汉混合词。
动词有体、态、式、情态和名物化等语法形式。自主动词的体分现行体、持续体、将行体、即行体、已行体、完成体、经验体7种。动词的态分自动和使动两种。式有陈述式、祈使式、拟测式、疑问式，其中祈使式又分命令、禁止、请求、邀约4种。名物化有4种形式，分别用不同的后缀表达。句子的基本语序为主—宾—谓。名词、代词做定语在中心词前，数量词、形容词做修饰语在中心词后。